# Секунда – Спрінгс – Росслін
Секунда — Спрінгс — Росслін — газопровід у Південно-Африканській республіці, первісно створений для постачання споживачам штучного палива, виробленого вуглехімічним підприємством Секунда.
На початку 1980-х компанія Sasol ввела в експлуатацію свій другий комплекс з переробки вугілля у місті Секунда. В номенклатуру його продукції входило штучне штучне газоподібне паливо — «багатий на метан газ» (methane rich gas). Для його постачання споживачам у 1981 році проклали трубопровід довжиною 96 км та діаметром 750 мм до району Спрінгс (на північний схід від Йоганнесбургу та південний схід від Преторії). А наступного року його продовжили ділянкою довжиною 41 км та діаметром 300 мм до розташованого далі на шляху до Преторії Olifantsfontein. При цьому можливо відзначити, що до обох названих пунктів виходив газопровід Сасолбург — Йоганнесбург (споруджений у 1960-1970-х роках для постачання штучного газу із першого вуглехімічного комплексу в Сасолбурзі), два відгалуження якого прямували від Йоганнесбургу саме до Спрінгс та Olifantsfontein. 
Кількома етапами до 2004 року газопровід продовжили до Преторії (Росслін) та навіть дещо північніше. Діаметр нових ділянок складав 200, 250 та 300 мм, а загальна довжина маршруту після Спрінгс досягла 156 км. 
На початку 2000-х розпочали реалізацію проекту з поставок мозамбіцького природного газу до Секунди (газопровід Темане – Секунда). Враховуючи вичерпання родовища вугілля, що живило комплекс Сасолбург, останній перевели на природний газ, котрий подали через вже існуючу мережу (Секунда — Спрінгс — Йоганнесбург — Сасолбург), для чого окремі ділянки прийшлось перевести у реверсний режим. В цих умовах постачання району Преторії також було переведене на природний газ.